# Glicynia japońska

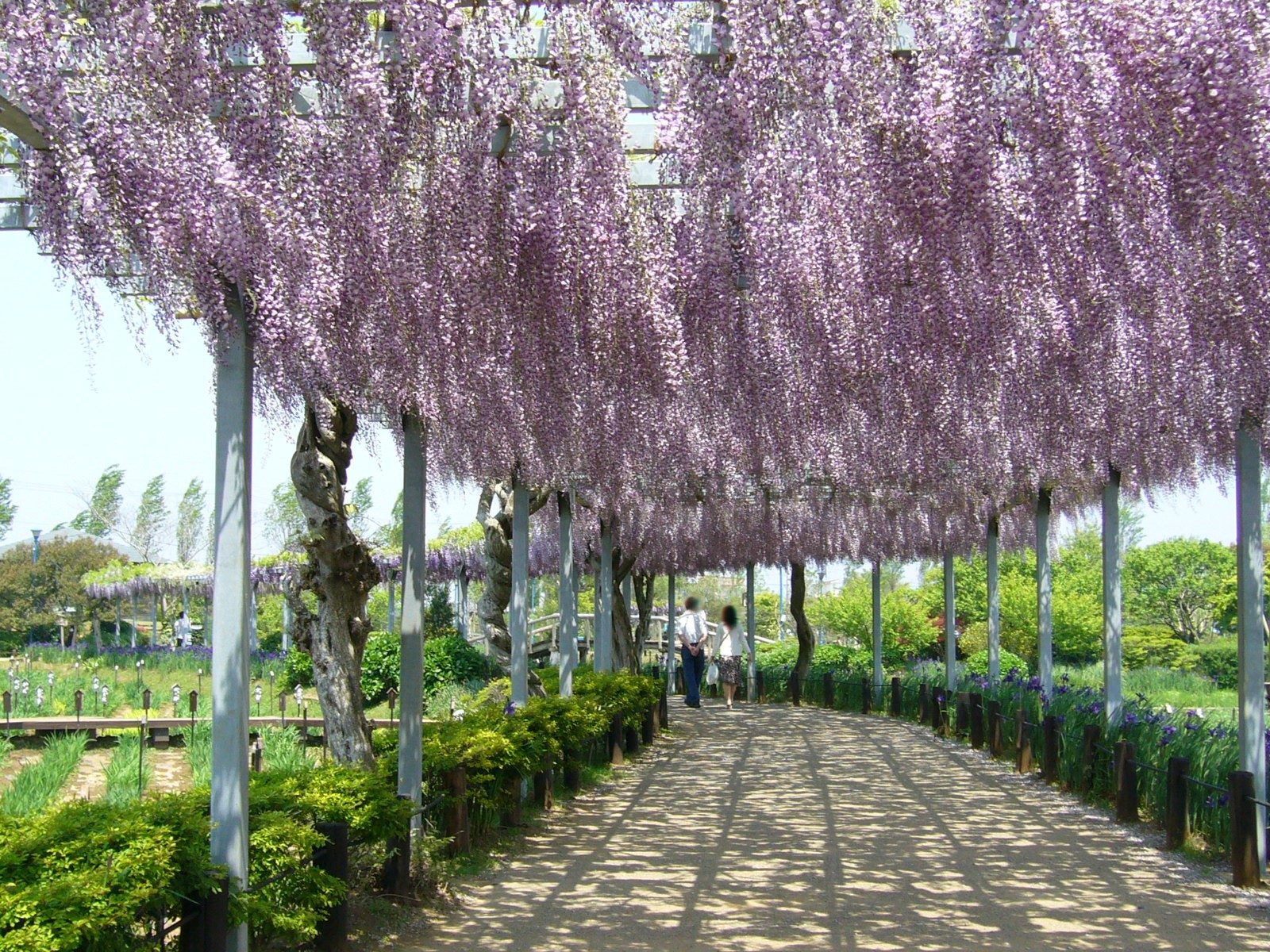
Kwitnąca glicynia na pergoli

Glicynia japońska, glicynia kwiecista, słodlin japoński, wisteria japońska (Wisteria floribunda (Willd.)DC.) – gatunek wysokiego ozdobnego pnącza, należący do rodziny bobowatych. Roślina występuje w stanie dzikim w Japonii, jest uprawiana w wielu krajach świata. Nazwa wisteria wywodzi się od nazwiska amerykańskiego anatoma – Caspara Wistara.

## Morfologia
PokrójKwitnące pnącze o silnym wzroście, lewoskrętnie wijące się pędami (przeciwnie do ruchu wskazówek zegara). Osiąga wysokość około 8 m i więcej.
LiścieCałobrzegie, nieparzystopierzastozłożone z 13–15(–19) listków, skrętoległe, kształtu eliptycznego lub wąskojajowate, zaostrzone (4–8 cm długości). Dojrzałe raczej nagie. Na długopędach występują tępe, cierniste przylistki.
KwiatyKwitnie od maja do czerwca. Kwiaty motylkowe, dość małe (1,7–1,9 cm długości), bladofioletowe lub fioletowoniebieskie, pachnące, z żagielkiem do 2 cm średnicy. Są zebrane w zwisające długie grona (10–)20–50 cm długości. Rozkwitają z reguły około dwóch tygodni po glicynii chińskiej. Roślina czasem powtarza kwitnienie późnym latem.
OwoceSpłaszczone, grubościenne i twarde strąki długości 12–15 cm, owłosione, zwężające się ku nasadzie. Wiszą zamknięte na gałęziach do wiosny.
KorzeńJak u wszystkich roślin motylkowych, korzenie mają zgrubienia zaopatrujące roślinę w związki azotowe (bakterie brodawkowe, wykorzystujące azot atmosferyczny).

## Zastosowanie i uprawa
- Roślina ozdobna: Kwitnące, duże, silnie rosnące pnącze ogrodowe, sadzone przy ścianach i pergolach o mocnej konstrukcji. Niekiedy spotykane są formy półpienne tego pnącza. Pędy silnie drewnieją i tworzą niekiedy mocne pnie.
- Wymagania: Glicynia potrzebuje świeżej, piaszczystej, wilgotnej gleby i nawożenia obornikiem oraz nawozami fosforowymi i gleby odkwaszonej (wapnujemy). Choć gatunek ten jest uważany za najodporniejszy z glicynii, wymaga przykrycia na zimę, gdyż jest mało odporna na mrozy (pąki kwiatowe marzną przy -18 °C).
- Uprawa: Rozmnażane z siewu kwitną dopiero po kilkunastu latach. Rozmnaża się więc przez odkłady powtarzane lub przez ukorzenianie 1-rocznych pędów, które następnie tnie się na sadzonki. Rośliny szczepi się również w sarnią nóżkę na odcinkach korzeni Wisteria sinensis, lub przez stosowanie, dotyczy to przede wszystkim odmian bogato kwitnących.

## Kultywary
- 'Longissima Alba' – odmiana o kwiatach białych w gronach do 35 cm,
- 'Alba' = 'Shiro Noda' – kwiaty białe w gronach do 60 cm długości
- 'Rosea' = 'Honbeni' = 'Honko'– odmiana o kwiatach różowych z fioletowym żagielkiem, intensywnie pachnących, w gronach do 45 cm długości,
- 'Macrobotrys' = 'Kyushaku' = 'Multijuga' = 'Naga Noda' – odmiana ta w Japonii ma grona kwiatowe osiągające długość do 160 cm!; kwiaty liliowoniebieskie
- 'Black Dragon' = 'Royal Purple' = 'Kokuryu' – kwiaty podwójne, ciemnofioletowe – grona 30–50 cm
- 'Double Black Dragon' = 'Violacea Plena' – pełne, fioletowoniebieskie kwiaty.